# Пёделист

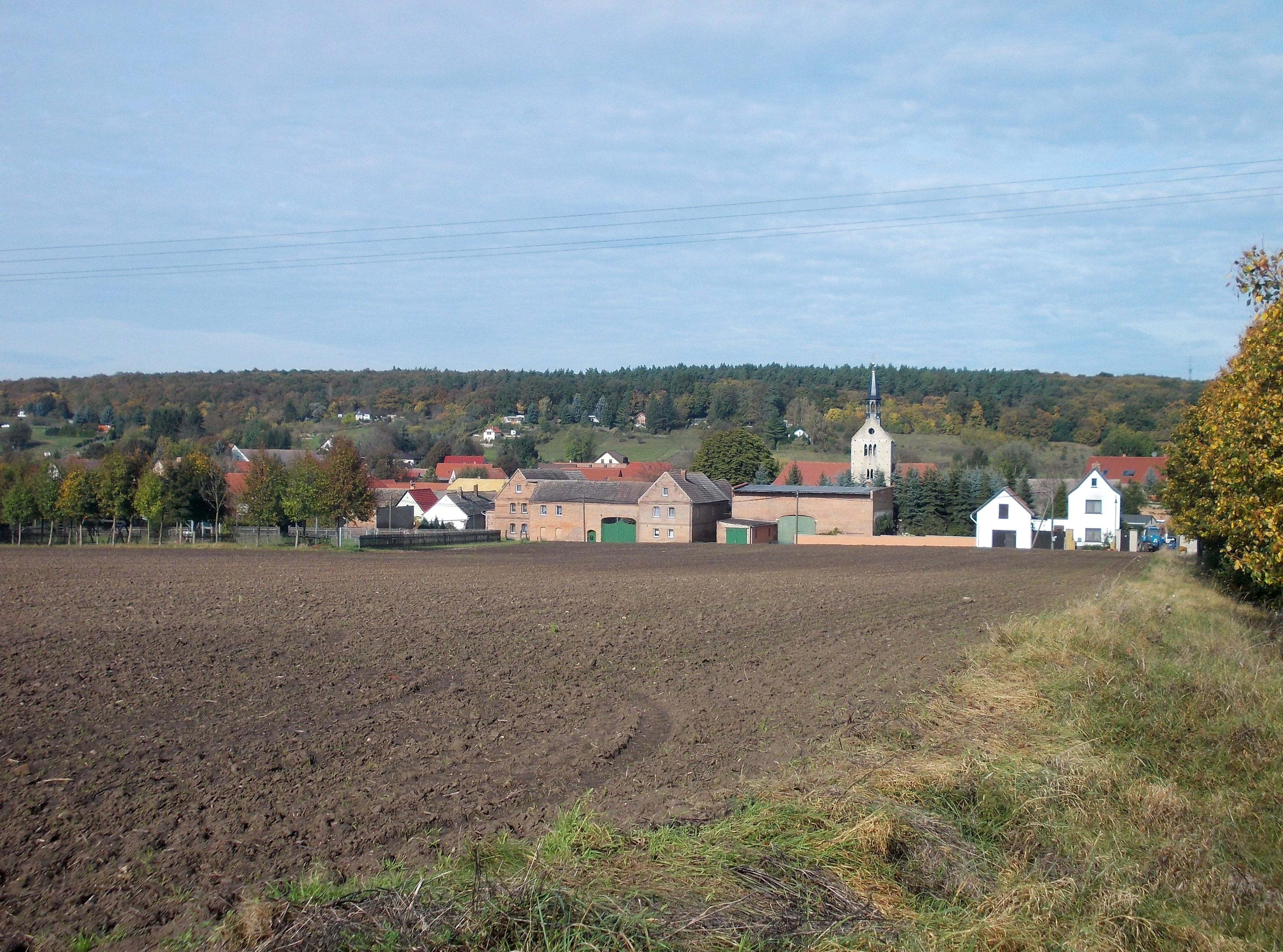
Пёделист

Пёделист (нем. Pödelist) — деревня в Германии, в земле Саксония-Анхальт. Входит в состав города Фрайбурга района Бургенланд.
Ранее Пёделист имела статус общины (коммуны). Подчинялась управлению Унструтталь. Население составляло 338 человек (на 31 декабря 2006 года). Занимала площадь 10,57 км². 1 июля 2009 года вошла в состав города Фрайбурга. Последним бургомистром общины был Бодо Шиммлер.